# Sweat (A La La La La Long)
"Sweat (A La La La La Long)" é uma canção da banda de reggae fusion jamaicana Inner Circle. Foi lançada em agosto de 1993 como o primeiro single do álbum Bad to the Bone.
A canção foi um grande sucesso, especialmente na Europa, onde foi um hit top 10 em muitos países, incluindo Áustria, Irlanda, Noruega e Suécia. Liderou as paradas da Suíça e da Alemanha, respectivamente, por seis e doze semanas. Também foi um sucesso na Austrália e na Nova Zelândia, onde alcançou o número 2 e número 1. Atingiu o número 3, no Reino Unido, o número 16 e nos Estados Unidos. A canção também foi classificada na posição 94 no  Triple J Hottest 100, 1993.

## Presença em Trilhas Sonoras (Brasil)
A canção fez muito sucesso no Brasil, tocando bastante nas rádios. Ela também foi incluída em duas trilhas sonoras. A primeira foi na trilha internacional do remake de "Mulheres de Areia", de Ivani Ribeiro, exibida em 1993 pela TV Globo. A segunda foi também na trilha internacional do seriado "Confissões de Adolescente", exibido em 1994 pela TV Cultura de São Paulo, emissora da Fundação Padre Anchieta.

## Desempenho e vendas

### Posições
| Tabelas (1992-1993)                            | Posição |
| ---------------------------------------------- | ------- |
| Austrália (ARIA)                               | 2       |
| Áustria (Ö3 Austria Top 75)                    | 2       |
| Bélgica (Ultratop 50 de Flandres)              | 1       |
| Canada Top Singles (RPM)                       | 38      |
| França (SNEP)                                  | 12      |
| O campo songid é OBRIGATÓRIO PARA PARADA ALEMÃ | 1       |
| Irlanda (IRMA)                                 | 3       |
| Itália (FIMI)                                  | 25      |
| Países Baixos (Dutch Top 40)                   | 1       |
| Nova Zelândia (Recorded Music NZ)              | 1       |
| Noruega (VG-lista)                             | 8       |
| Suécia (Sverigetopplistan)                     | 2       |
| Suíça (Schweizer Hitparade)                    | 1       |
| UK Singles (The Official Charts Company)       | 3       |
| U.S. Billboard Hot 100                         | 16      |
| U.S. Billboard Hot R&B/Hip Hop Songs           | 73      |
| U.S. Billboard Rhythmic Top 40                 | 22      |
| U.S. Billboard Top 40 Mainstream               | 8       |

### Tabelas de fim de ano
| Tabelas de fim de ano (1992) | Posição |
| ---------------------------- | ------- |
| Austrian Singles Chart       | 22      |
| Dutch Top 40                 | 4       |
| Swiss Singles Chart          | 17      |
| German Chart                 | 4       |
| Tabelas de fim de ano (1993) | Posição |
| Australian Singles Chart     | 4       |
| U.S. Billboard Hot 100       | 77      |

### Certificações
| País        | Certificação | Data                 | Vendas certificadas |
| ----------- | ------------ | -------------------- | ------------------- |
| Áustria     | Ouro         | 7 de janeiro de 1993 | 15.000              |
| Alemanha    | Platina      | 1992                 | 500.000             |
| Reino Unido | Prata        | 1 de maio de 1993    | 200.000             |

### Sucessões
| Precedido por "It's My Life" pot Dr. Alban                                   | número 1 Alemanha 25 de setembro de 1992 – 11 de dezembro de 1992 | Sucedido por "More and More" por Captain Hollywood Project           |
| Precedido por "Rhythm Is a Dancer" por Snap!                                 | Suiça 4 de outubro de 1992 – 8 de novembro 1992                   | Sucedido por "Don't You Want Me" por Felix                           |
| Precedido por "Too Much Love Will Kill You" por Brian May                    | Países Baixos 17 de outubro de 1992 – 14 de novembro de 1992      | Sucedido por "End of the Road" por Boyz II Men                       |
| Precedido por "I'd Do Anything for Love (But I Won't Do That)" por Meat Loaf | Nova Zelândia 31 de outubro de 1993 – 21 de novembro de1993       | Sucedido por "It Keeps Rainin'(Tears from My Eyes)" por Bitty McLean |